# نقطة ندى الهيدروكربون
نقطة ندى الهيدروكربون هي درجة الحرارة، عند ضغط معلوم، التي يبدأ عندها مزيج غازي غني بالهيدروكربونات، كالغاز الطبيعي، بالتكثف من الحالة الغازية. تعتمد هذه النقطة على محتوى الغاز وعلى الضغط.
ينتشر استخدام نقطة الندى للهيدروكربون بشكل واسع في مجال الغاز الطبيعي كمؤشر مهم للنوعية حيث يتم استخدامها في شروط تحديد المواصفات ومراقبتها بشكل مستمر في كافة مراحل إنتاج الغاز الطبيعي من قبل شركات الاستخراج والمعالجة وحتى النقل والتوزيع للمستهلك.
ويتشابه مفهوم نقطة الندى للهيدروكربون مع نقطة الندى للماء. ففي الحالة الثانية تعرف نقطة الندى بأنها الحرارة، عند ضغط معلوم، التي يبدأ عندها بخار الماء الموجود في المزيج الغاز بالتكثف.

## العلاقة مع تعبير GPM
في الولايات المتحدة يعبر عن نقطة ندى الهيدروكربون للغاز المعالج والمضخ في الأناببب بمصطلح GPM، والذي يشير إلى التدفق بوحدة الغالون من السائل لكل مليون قدم مكعب (28,000 متر مكعب) من الغاز عند حرارة وضغط معلومين. ويستخدم نوع الهيدروكربون القابل للإسالة عند ذكر مصطلح الـ GPM إذا كان معلوما. فإذا علم أن الهكسان والهيدروكربونات الأثقل هي المكونات القابلة للتكثف فعندها يستخدم الرمز GPM (C6+) للتعبير عنه.
ويشار إلى أن تعبير GPM يستخدم بشكل شائع في قياس خصائص الغاز الطبيعي الخام. في هذه الحالة، قد تكون الهيدركربونات القابلة للإسالة هي الإيثان والعناصر الأثقل فيستخدم عندها تعبير GPM (C2+). وبالمثل، فإن كان البروبان والعناصر الأثقل هي القابلة للإسالة يستخدم تعبير GPM (C3+).
للذلك يجب التمييز بين كيفية تعريف مصطلح GPM عند استخدامه.